# Pártos Alice
Pártos Alice (Üszögpuszta, 1901. december 21. – Budapest, 1966. november 12.) magyar orvos, balneológus. A Galilei Kör tagja volt.

## Életpályája
Pártos (Pollák) Gyula (1870–1912) okleveles gépészmérnök és Preisich Emma (1881–1927) lánya. Részt vett az ifjúmunkás-mozgalomban, ezért tanulmányait nem a fővárosban, hanem a prágai német egyetemen kezdte, majd 1920–1926 között Berlinben végezte el. Orvosi diplomáját Pécsett érvényesítették. 1926–1938 között Pöstyénben fürdőorvosként dolgozott. 1938–1945 között a Pajor Szanatóriumban reumatológus és balneológus volt. 1945–1966 között a Lukács-fürdőnek, illetve az Országos Reuma- és Fürdőügyi Intézet reumatológiai osztályának főorvosa volt.
A Magyar Orvosok Szabad Szakszervezetének megalapításában és megszervezésében is részt vett. A Reumatológus Szakcsoportnak egy évtizedig alelnöke volt. A reumás betegek rehabilitálásának elméleti kérdéseivel, gyakorlati megvalósításával és országos szintű megszervezésével foglalkozott.
Öngyilkos lett.
Sírja a Farkasréti temetőben található (21/1-2-16).

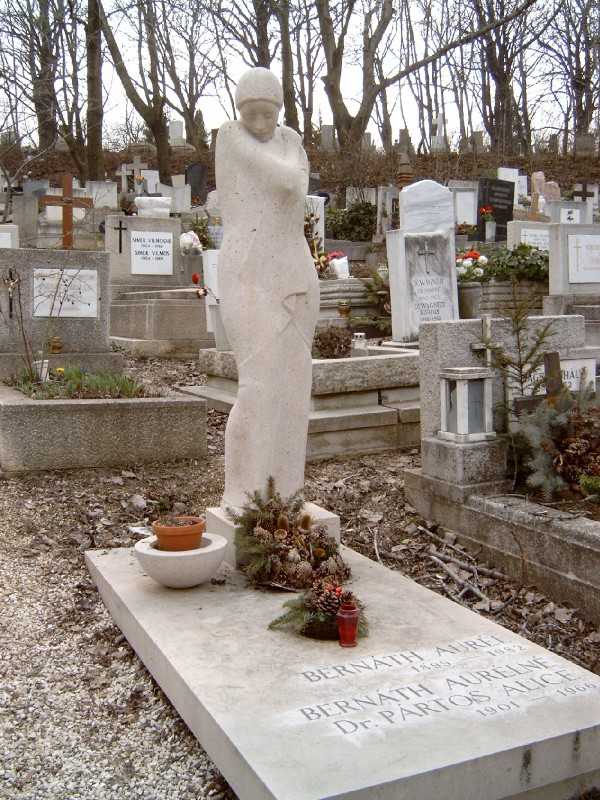
Bernáth Aurél és Pártos Alice sírja a Budapesten. Farkasréti temető: 21/1-2-16.

## Magánélete
1926. október 31-én Budapesten házasságot kötött Bernáth Aurél festőművésszel (1895–1982). Lányuk: Bernáth Mária (1935–2017) művészettörténész.